# Zubrohlava
Zubrohlava este o comună slovacă, aflată în districtul Námestovo din regiunea Žilina. Localitatea se află la altitudinea de 624 m deasupra n.m., se întinde pe o suprafață de 15,26 km2 și în 2017 număra 2.300 de locuitori.

## Istoric
Localitatea Zubrohlava este atestată documentar din 1550.

## Demografie
| An:                | 1994 | 2004    | 2014    | 2024    |
| ------------------ | ---- | ------- | ------- | ------- |
| Număr de persoane: | 1746 | 2044    | 2263    | 2555    |
| Diferență:         |      | +17,06% | +10,71% | +12,90% |

| An:                | 2023 | 2024   |
| ------------------ | ---- | ------ |
| Număr de persoane: | 2493 | 2555   |
| Diferență:         |      | +2,48% |